# 若櫻藩
若櫻藩（日语：／ Wakasa-han */?）是日本因幡國八東郡若櫻的藩，慶長5年（1600年）創藩，元和3年（1617年）7月廢藩，元祿13年5月25日（1700年7月11日）第二次創藩，明治3年（1870年）3月再次廢藩，石高在高峰期達30,000石，第二次創藩後為鳥取藩的支藩，藩廳在第一次創藩時是若櫻鬼城，第二次創藩時由於是藏米知行，因此沒有領地，僅在鳥取城附近設置居館，稱為西館，及至明治元年（1868年）才於若櫻設置陣屋。
武家屋敷方面，江戶藩邸上屋敷最初位於深川木場，後來先後轉移至鐵砲州十間町和濱町大川沿岸，下屋敷最初位於麻布市兵衛町，後來轉移至本所小名木川。

## 歷史
慶長5年（1600年），山崎家盛從攝津三田藩以30,000石入主若櫻。慶長19年（1614年）10月，家盛死去，由其子山崎家治繼位。元和3年（1617年）7月，家治轉封至備中成羽藩，藩領也改由因幡鳥取藩管治。元祿13年5月25日（1700年7月11日），鳥取藩藩主池田綱清隱居，同時新田分知15,000石予其弟池田清定，由於其居館位於早前已分知的兄長池田仲澄的西面，因此稱為西館，加上江戶藩邸位於鐵砲州，所以又稱作鐵砲州家。
享保3年（1718年）閏10月，仲澄四子作為清定的養子而繼位，即池田定賢。享保5年，獲加增5,000石，又獲准使用松平作為姓氏，伺候席也定為柳間，與東館（鹿野藩）享有同等待遇。安永2年9月18日（1773年11月2日），池田政勝次子作為池田定得的養子而繼位，即池田定常。弘化4年11月28日（1848年1月4日），東館池田仲雅八子作為池田定保的養子而繼位，即池田清直。安政5年11月29日（1859年1月2日），仲雅六子池田仲諟的長子作為清直的養子而繼位，即池田清緝。文久2年12月27日（1863年2月15日），仲諟次子作為清緝的養子而繼位，即池田德定。
幕末時，西館把守位於知恩院的英國領事館。慶應4年（1868年）正月，鳥羽伏見之戰爆發時，西館與鳥取藩一同出兵至伏見，其後又接管桑名城。明治元年12月10日（1869年1月22日），基於池田慶德的觸，正式定名為若櫻藩。明治2年（1869年）6月，德定憑戰功獲賞賜6,000兩。版籍奉還後，若櫻藩雖然未獲承認為藩，但是德定仍然獲得知事的待遇。明治3年（1870年）3月，若櫻藩併入至鳥取藩而廢藩。

## 歷任藩主
| 家名   | 家格      | 名稱     | 石高               | 藩領                              |
| ------ | --------- | -------- | ------------------ | --------------------------------- |
| 山崎家 | 外樣 城持 | 山崎家盛 | 30,000石           | 因幡國八東郡和智頭郡 但馬國七美郡 |
| 山崎家 | 外樣 城持 | 山崎家治 | 30,000石           | 因幡國八東郡和智頭郡 但馬國七美郡 |
| 池田家 | 外樣      | 池田清定 | 15,000石           | 藏米知行                          |
| 池田家 | 外樣      | 池田定賢 | 15,000石↓ 20,000石 | 藏米知行                          |
| 池田家 | 外樣      | 池田定就 | 20,000石           | 藏米知行                          |
| 池田家 | 外樣      | 池田定得 | 20,000石           | 藏米知行                          |
| 池田家 | 外樣      | 池田定常 | 20,000石           | 藏米知行                          |
| 池田家 | 外樣      | 池田定興 | 20,000石           | 藏米知行                          |
| 池田家 | 外樣      | 池田定保 | 20,000石           | 藏米知行                          |
| 池田家 | 外樣      | 池田清直 | 20,000石           | 藏米知行                          |
| 池田家 | 外樣      | 池田清緝 | 20,000石           | 藏米知行                          |
| 池田家 | 外樣      | 池田德定 | 20,000石           | 藏米知行                          |

## 註解
1. ↑  若櫻現為鳥取縣八頭郡若櫻町若櫻[1]。
2. ↑  現行對應地名如下：
  - 鐵砲州十間町上屋敷現在位於東京都中央區明石町8−1[3]。
  - 麻布市兵衛町現為東京都港區六本木1、3、4丁目和虎之門4丁目的各一部分[4]。
  - 本所小名木川下屋敷現為東京都江東區北砂5-20[5][6]。

## 外部連結
- . kotobank （日语）.